# Ross Gillespie
Ross Gillespie (Timaru, Nueva Zelanda; 22 de junio de 1935-Christchurch, Nueva Zelanda; 29 de enero de 2023) fue un jugador y entrenador de hockey sobre hierba neozelandés que participó en dos ocasiones en los Juegos Olímpicos como jugador y dos como entrenador.

## Carrera
Como jugador participó con la selección nacional en los Juegos Olímpicos de Roma 1960, donde finalizó en quinto lugar; y Tokio 1964 donde finalizó en el lugar 13.
Como entrenador dirigió a Nueva Zelanda en dos ediciones de Juegos Olímpicos: en Múnich 1972 en el que finalizó en noveno lugar, y en Montreal 1976 donde ganó la medalla de oro.
En 1977 fue honrado con la Orden del Imperio Británico por sus servicios en el hockey sobre hierba.